# Франсис Грејам-Смит
Сер Френсис Грејем-Смит (25. април 1923 — 20. јун 2025) био је енглески астроном. Био је тринаести Краљевски астроном у периоду од 1982. до 1990. године.

### Образовање
Започео је своје образовање у школи Росал у Ланкаширу у Енглеској. Након тога је 1941. године започео своје студије на Даунинг колеџу при Кембриџу, али је диплому основних студија стекао тек 1946. године. Касније је стекао докторат на тему астрономије 1952. године при Кембриџ универзитету.

### Каријера
Већи део Другог светског рата, пре стицања доктората на тему астрономије, Грејем-Смит је провео у Малверну, где се бавио истраживањем телекомуникација, где је стекао искуство при раду са радаром и разним техникама које су се касније показале врло важним за даљи развој његове каријере.
Крајем четврдесетих година 20. века је радио на Кембриџ универзитету бавећи се Лонг Мичелсоновим интерферометром.
Године 1964. је постао професор радио астрономије у Манчестеру а 1981. године је постављен за директора Краљевске астрономске лабораторије. Такође је био и директор краљевске Гриничке опсерваторије у периоду од 1975. до 1981. године.

## Почасти
Изабран је за члана Краљевског друштва 1970. године, које му је 1987. године уделило и Краљевску медаљу.
Био је председник Краљевског астрономског друштва у периоду од 1975. до 1977. године.
Био је тринаести Краљевски астроном у периоду од 1982. до 1990. године.

### Патронажа
Сер Франсес Грејем-Смит је велики подржавалац Британске хуманистичке асоцијасије и патрон Мансфилд и Сатон астрономског друштва.

### Предавања
Године 1965. је позван да одржи божићно предавање пред Краљевском институцијом на тему Истраживање свемира.